# Reial Acadèmia Danesa de Ciències i Lletres

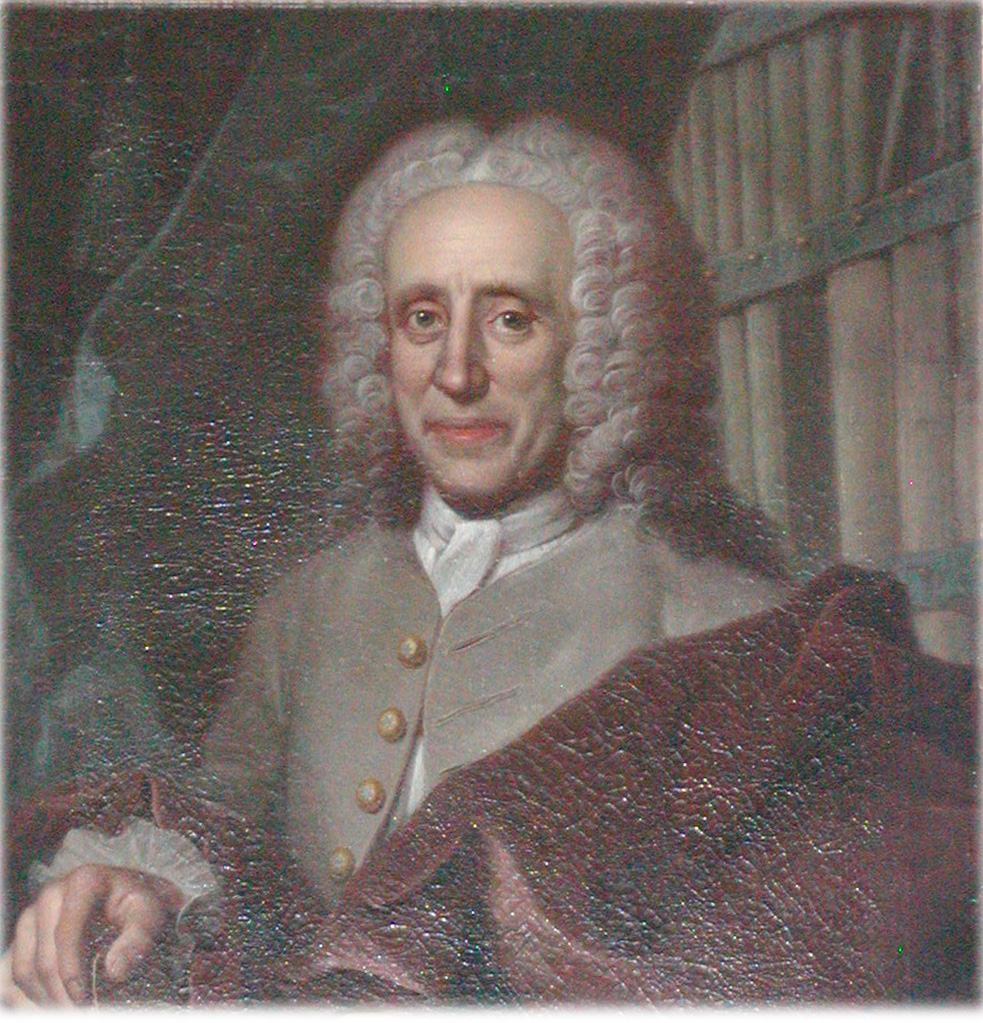
Hans Gram (1685-1748), el catalitzador de la creació de l'Acadèmia

La Reial Acadèmia Danesa de Ciències i Lletres (en danès: Kongelige Danske Videnskabernes Selskab) és una institució de Dinamarca fundada el 1742 amb seu a Copenhaguen que té la missió de promoure la recerca científica.

## Història

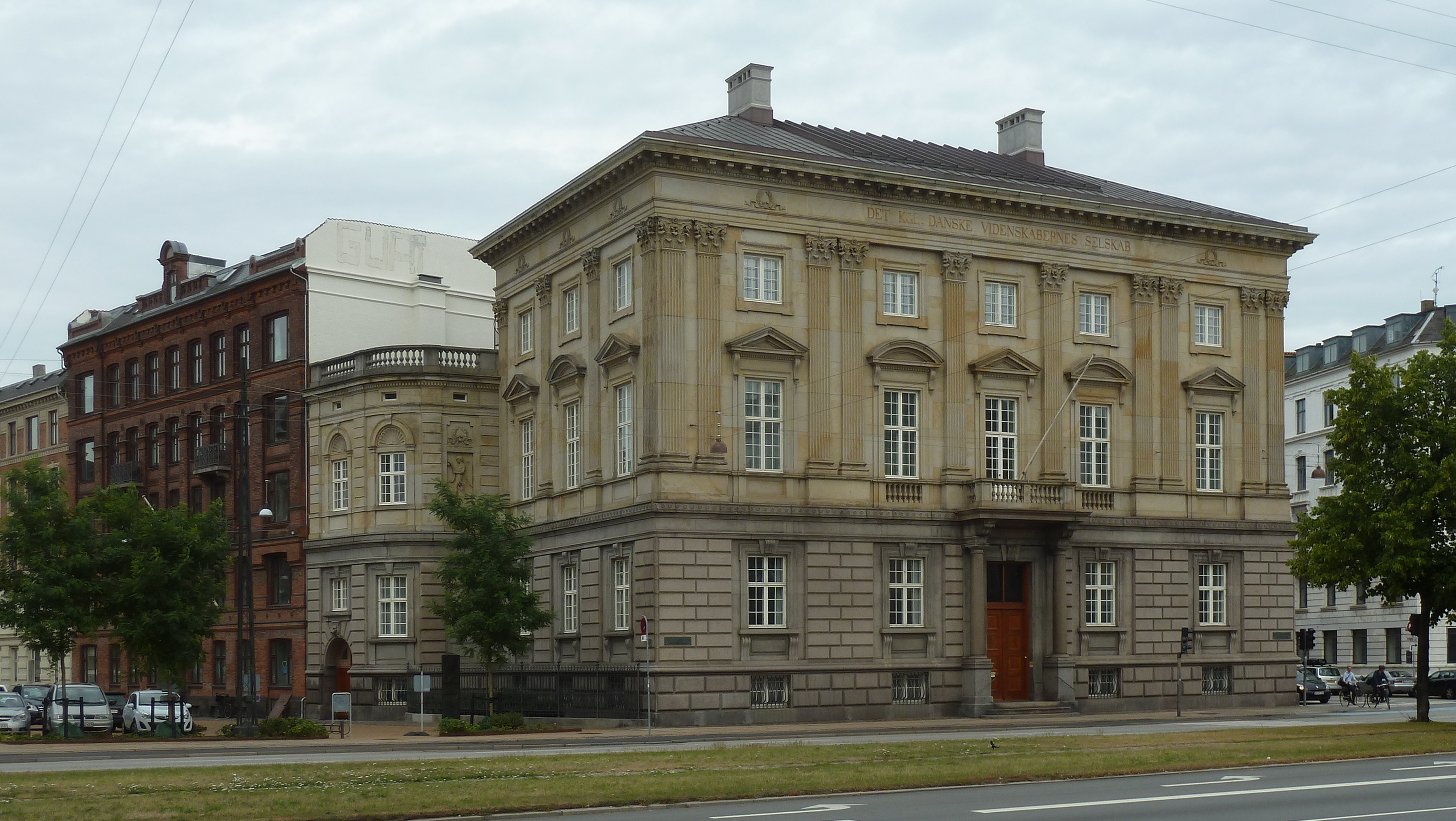
Edifici de la seu de l'Acadèmia

Fou fundada el 13 de novembre de 1742 amb autorització del rei Cristià IV pel secretari d'Estat Johan Ludvig von Holstein, comte de Holstein-Ledreborg, l'historiador reial i filòleg danès Hans Gram, el professor de teologia Erik Pontoppidan i el secretari reial Henrik Henrichsen. El 1745 publicà el primer volum d'assaigs i articles. El 1866 s'organitza en dues classes: les humanitats (originalment història i filosofia) i les ciències naturals (originàriament ciències i matemàtiques). L'Acadèmia posà l'accent en la investigació bàsica sobre la ciència aplicada.
El 1876 el cerveser Jacob Christian Jacobsen creà la Fundació Carlsberg amb l'objectiu de promoure la ciència, amb fons que provenen de les fàbriques de cerveses Carlsberg, i amb una junta directiva formada per cinc científics elegits pels membres danesos de la Reial Acadèmia Danesa de Ciències i Lletres. El 1899 la Reial Acadèmia Danesa de Ciències i Lletres passà a compartir seu amb la Fundació Carlsberg a l'edifici de nova construcció dissenyat en estil neorenaixentista per l'arquitecte William Petersen i construït a la plaça de Dantes, al centre de Copenhaguen. El 1920, Marie Curie (1867-1934) fou elegida la primera dona estrangera membre.
L'estructura actual de l'Acadèmia consta d'una directiva de set persones elegides pels seus membres. Des del 2006 els membres estrangers que treballen i / o resideixen a Dinamarca gaudeixen dels mateixos drets, inclòs el dret de vot, com a membres nacionals. L'Acadèmia té aproximadament 250 membres danesos i 250 estrangers. Entre els membres danesos, la distribució és aproximadament un 40% d'humanitats i un 60% de ciències naturals. El 9% dels membres són dones.

## Presidents
| - 1742-1763 : Johan Ludvig von Holstein - 1763-1770 : Otto Thott - 1776-1780 : Henrik Hielmstierne - 1780-1788 : Bolle Willum Luxdorph - 1788-1797 : Andreas Peter Bernstorff - 1797-1831 : Ernst Heinrich Schimmelmann - 1831-1838 : Adam Wilhelm Hauch - 1838-1848 : Christian VIII de Danemark - 1848-1860 : Anders Sandøe Ørsted - 1867-1886 : Johan Nicolai Madvig - 1888-1909 : Julius Thomsen | - 1888-1909 : Julius Thomsen - 1909-1927 : Vilhelm Thomsen - 1927-1933 : Niels Erik Nørlund - 1933-1934 : Anders Bjørn Drachmann - 1934-1938 : Holger Pedersen - 1938-1939 : Søren Peter Lauritz Sørensen - 1939-1962 : Niels Bohr - 1962-1969 : ? - 1969-1975 : Bengt Strömgren - 1975-1981 : Poul Jørgen Riis - 1981-1988 : Jens Lindhard - 1988-1996 : Erik Dal - 1996-2003 : Birger Munk Olsen - 2004-2008 : Tom Fenchel - 2008- : Kirsten Hastrup |